# Calboy
Кэлвин Лэшон Вудс (англ. Calvin Lashon Woods; род. 3 апреля 1999, Кальюмет-Сити, Иллинойс), более известный как Calboy — американский рэпер, певец и автор песен, а также продюсер. Он подписан на лейблы Polo Grounds Music и RCA Records. В 2018 он выпустил песню «Envy Me», она является главным синглом с дебютного мини-альбома Wildboy, который был выпущен 31 мая 2019.

## Биография

### Ранние годы
Кэлвин Вудс родился в Саут-Сайде, Чикаго. Позже он переехал в Калумет-Сити, Иллинойс. Вудс начал записывать музыку, чтобы избавиться от бедности. Он один из пяти детей, которых воспитывала мать-одиночка.
Вудс стал свидетелем смерти двух его лучших друзей: один умер от передозировки наркотиков, другой от огнестрельного оружия. Его семья переезжала из маленьких домов в маленькие апартаменты.

### 2017:Начало карьеры
7 июля 2017 Calboy выпустил дебютный микстейп The Chosen One на Paper Gang Inc.. Позже в том же году, Calboy выпустил второй микстейп Anxiety 7 декабря 2017.

### 2018–настоящее время:Calboy, the Wild BoyиWildboy
18 июня 2018 Вудс выпустил третий микстейп Calboy, the Wildboy.
Calboy выпустил сингл «Envy Me» 13 сентября 2018. Позже он был включён в дебютный мини-альбом Wildboy, который был выпущен 31 мая 2019. «Envy Me» достиг 31 номера в чарте Billboard Hot 100 и был сертифицирован платиновым.
В феврале 2019 Calboy выпустил мини-альбом Wildboy, второй мини-альбом Long Live the Kings был выпущен в марте 2020, позже Calboy выпустил делбкс-версию.
11 августа 2020 Calboy был включён в ежегодний список фрешменов от XXL.

## Стиль исполнения
Вудс упоминал, что на него повлияли Тупак Шакур, Майкл Джексон, Шервуд, Fuel, Chance the Rapper, The Starting Line, Chief Keef, New Found Glory, G Herbo, The All American Rejects и 50 Cent.
Прозвище Вудса происходит от сочетания его имени и персонажа Ковбоя из культового фильма 1979 года «Воины».

## Дискография

### Микстейпы
| Название            | Детали                                                                          |
| ------------------- | ------------------------------------------------------------------------------- |
| The Chosen One      | - Выпущен: 7 июля 2017 - Лейбл: Paper Gang Inc. - Формат: Цифровая загрузка     |
| Anxiety             | - Выпущен: 7 декабря 2017 - Лейбл: Paper Gang Inc. - Формат: Цифровая загрузка  |
| Calboy, the Wildboy | - Выпущен: 18 июня 2018 - Лейбл: Polo Grounds Music - Формат: Цифровая загрузка |

### Мини-альбомы
| Название                                                                                 | Детали                                                                                              | Высшая позиция в чарте | Высшая позиция в чарте | Высшая позиция в чарте | Высшая позиция в чарте | Сертификации |
| Название                                                                                 | Детали                                                                                              | US                     | US R&B/HH              | US Rap                 | CAN                    | Сертификации |
| ---------------------------------------------------------------------------------------- | --------------------------------------------------------------------------------------------------- | ---------------------- | ---------------------- | ---------------------- | ---------------------- | ------------ |
| Wildboy                                                                                  | - Выпущен: 31 мая 2019 - Лейблы: Polo Grounds Music, RCA - Форматы: Цифровая загрузка, стриминг     | 30                     | 18                     | 16                     | 62                     | - RIAA: Gold |
| Long Live the Kings                                                                      | - Выпущен: 25 февраля 2020 - Лейблы: Polo Grounds Music, RCA - Форматы: Цифровая загрузка, стриминг | 136                    | —                      | —                      | —                      |              |
| «—» обозначает запись, которая не попала в чарт или не была выпущена на этой территории. | |                        |                        |                        |                        |              |

### Синглы
| Название                                                                                 | Год  | Высшая позиция в чарте | Высшая позиция в чарте | Сертификация        | Альбом              |
| Название                                                                                 | Год  | US                     | US R&B/HH              | Сертификация        | Альбом              |
| ---------------------------------------------------------------------------------------- | ---- | ---------------------- | ---------------------- | ------------------- | ------------------- |
| «Envy Me»                                                                                | 2018 | 31                     | 14                     | - RIAA: 3× Platinum | Wildboy             |
| «Caroline» (при участии Polo G)                                                          | 2019 | —                      | —                      |                     | Wildboy             |
| «Unjudge Me» (при участии Moneybagg Yo)                                                  | 2019 | —                      | —                      |                     | Wildboy             |
| «Chariot» (при участии Meek Mill, Lil Durk и Янг Тага)                                   | 2019 | —                      | —                      |                     | Wildboy             |
| «Purpose» (при участии G Herbo)                                                          | 2019 | —                      | —                      |                     | Long Live the Kings |
| «Barbarian» (при участии Lil Tjay)                                                       | 2020 | —                      | —                      |                     | Long Live the Kings |
| «Brand New» (при участии King Von)                                                       | 2020 | —                      | —                      |                     | Long Live the Kings |
| «Rounds» (при участии Fivio Foreign)                                                     | 2020 | —                      | —                      |                     | Long Live the Kings |
| «—» обозначает запись, которая не попала в чарт или не была выпущена на этой территории. | 2020 |                        |                        |                     |                     |

### Гостевое участие
| Название          | Год  | Другие исполнители    | Альбом                                |
| ----------------- | ---- | --------------------- | ------------------------------------- |
| «Get a Bag»       | 2019 | Chance the Rapper     | The Big Day                           |
| «100k On a Coupe» | 2019 | Pop Smoke             | Внеальбомный сингл                    |
| «Diana (Remix)»   | 2020 | Pop Smoke, King Combs | Shoot for the Stars, Aim for the Moon |

## Туры

### Собственные
- Rockstar Wild Boyz Tour (2019)[19]

### Участие в чужих турах
- Dying to Live Tour (Kodak Black) (2019)[20]
- I Am > I Was Tour (21 Savage) (2019)[21]

### Комментарии
1. ↑  «Chariot» не попал в чарт Hot R&B/Hip-Hop Songs, но достиг второго места в чарте Bubbling Under Hot R&B/Hip-Hop Singles.